# Brenda L. Dietrich
Brenda Lynn Jorgensen Dietrich es una investigadora de operaciones estadounidense y la profesora Arthur y Helen Geoffrion en la Facultad de Investigación de Operaciones de la Universidad Cornell. Ha sido vicepresidenta de Business Analytics y Mathematical Sciences en IBM, y presidenta de INFORMS.

## Educación y carrera
En 1980, tras obtener una licenciatura en matemáticas en la Universidad de Carolina del Norte, con los más altos honores y Phi Beta Kappa, Dietrich se trasladó a la Universidad Cornell con la intención de obtener un título de posgrado en matemáticas. Sin embargo, después de trabajar como becaria en el Departamento de Energía de los Estados Unidos, se interesó en la investigación de operaciones. Completó su doctorado en esa área en 1986; su disertación, A Unifying Interpretation of Several Combinatorial Dualities, fue supervisada por Robert G. Bland.
Dietrich comenzó a trabajar en el Centro de Investigación Thomas J. Watson de IBM cuando aún era una estudiante de posgrado. Fue presidenta de INFORMS en 2006 y se convirtió en vicepresidenta de IBM en 2008. En 2017, se mudó a Cornell como profesora Geoffrion.

## Libros
Dietrich es coautora, junto con Emily C. Plachy y Maureen F. Norton, del libro Analytics Across the Enterprise: How IBM Realizes Business Value from Big Data and Analytics (IBM Press, 2014). Es coeditora, junto a Rakesh V. Vohra, de Mathematics of the Internet: E-Auction and Markets (Volúmenes IMA en Matemáticas y sus Aplicaciones, Springer, 2002).

## Distinciones
Dietrich se unió a la junta de consejeros de IBM en 2007, convirtiéndose en IBM Fellow. También es miembro del Instituto de Investigación de Operaciones y Ciencias de la Gestión (INFORMS). En 2014 fue elegida para la Academia Nacional de Ingeniería de Estados Unidos en reconocimiento a "sus contribuciones a algoritmos de ingeniería, marcos y herramientas para resolver problemas comerciales complejos".